# 2105 Gudy
2105 Gudy este un asteroid din centura principală, descoperit pe 29 februarie 1976 de Hans-Emil Schuster.